# 田中里奈 (モデル)
田中 里奈（たなか りな、1987年2月3日 - ）は、日本の女性モデル。広島県広島市中区出身。血液型A型。

## 来歴
大学在学中より様々な雑誌で活躍する読者モデル。ジャンルは「青文字系」主体である。
広島県立広島皆実高等学校を卒業後、一浪して東京学芸大学に入学。2010年3月に卒業し、小学校の教員免許を有する。大学の同期に横浜FCの高橋秀人がいる。
アクセサリーブランド「Dear」のプロデュース（2013年8月退任）や、AMPHI、Zoff、NEWERA×Nominey、mysty woman、バナーバレット、Francfranc、コクーニストなど人気ブランドとのコラボプロジェクトなども行う。
2014年4月、『志村座』（フジテレビ系）に出演する。テレビレギュラーとしてはこの番組が初めてとなる。
2016年11月、アクティビストチーム「MOTHER EARTH」の一員として、環境省「つなげよう、支えよう森里川海プロジェクト」アンバサダーに任命される。
2021年4月、コスメブランド「moilo」のプロデュース。同ブランドより第一弾としてニュアンスアップマスカラを発売。

## 人物
- 3歳下の弟がいる[1]。
- 幼稚園から書道やピアノを10年以上習った。高校時代は水泳部のマネージャーだった[1]。
- 元広島ホームテレビ、元テレビ大阪アナウンサーの楪望とは高校時代（但し通っていた高校は異なる）からの親友で、ブログにも度々登場する[9]。
- アイドルグループpredia（2022年解散）の水野まいとはプライベートで交流が深く[10]、前田ゆうとは『クイズ!先端tic』（TOKYO MX・2011年）などで共演歴がある[11]。
- 広島東洋カープとサンフレッチェ広島のファンである。

## 主な活動

### 月刊誌
- PS
- mini
- steady.
- SEDA
- JILLE
- mer
- mina
- non-no
- soup
- MORE - モアビューティズ

### コラボ
- 田中里奈×AMPHI コラボランジェリー（2016年10月14日[12]・2017年10月13日[13]）
- 田中里奈 × HARRYTOIT × BEAMS LIGHTS（2017年）

### 書籍
- 田中里奈 Rina（2010年12月、学習研究社）ISBN 978-4054047938
- 田中里奈 Rina rhythm（2012年6月、学研パブリッシング ）ISBN 978-4054053342
- 田中式コーディネイト図鑑（2012年11月、宝島社）ISBN 978-4800204325
- mysty womanコラボレーションムック本『田中さんの毎日。COORDINATE BOOK』（2013年10月、学研パブリッシング） ISBN 978-4056102703
- 田中式 旅の教科書 台湾（2013年11月、宝島社）ISBN 978-4800220134
- IS THIS ME?（2014年12月、宝島社）ISBN 978-4800234735
- 田中里奈スタイルブック『ALL about RINA』（2015年11月、宝島社）ISBN 978-4800249012
- 田中里奈の週末台湾（2016年7月、宝島社）ISBN 978-4800256164

### テレビ
- 志村座（2014年4月9日 - 10月22日、フジテレビ系）

### ラジオ
- タップル誕生Presents Love Radio（2017年5月 - 7月、InterFM897）
- Feel the moment（2017年8月 - 、InterFM897）
- パーフェクトワールド レディオ（2018年9月、InterFM897）

### インターネット
- 三原おやつさんぽ（2017年7月 - 、YouTube）